# Zeynep Sönmez
Zeynep Sönmez (født 30. april 2002 i Istanbul, Tyrkiet) er en professionel tennisspiller fra Tyrkiet.